# Station Duffield
Duffield is een spoorwegstation van National Rail in Duffield, Amber Valley in Engeland. Het station is eigendom van Network Rail en wordt beheerd door East Midlands Railway. 

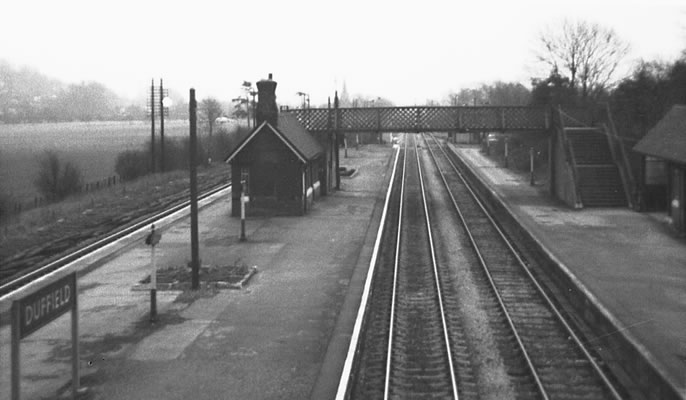
Het station van Duffield omstreeks 1969